# Рецюківщинська сільська рада
Рецюківщинська сільська́ ра́да — адміністративно-територіальна одиниця та орган місцевого самоврядування у Драбівському районі Черкаської області. Адміністративний центр — селище Рецюківщина.

## Загальні відомості
- Населення ради: 528 осіб (станом на 2001 рік)

## Населені пункти
Сільській раді підпорядковані населені пункти:
- с-ще Рецюківщина

## Склад ради
Рада складається з 12 депутатів та голови.
- Голова ради: Кисіль Галина Євстахіївна
- Секретар ради: Ткач Світлана Миколаївна

### Керівний склад попередніх скликань
| Прізвище, ім'я, по батькові  | Основні відомості                                                         | Дата обрання | Дата звільнення |
| ---------------------------- | ------------------------------------------------------------------------- | ------------ | --------------- |
| Ковтуненко Степан Андрійович | Сільський голова, 1945 року народження, член Народної партії              | 26.03.2006   | 31.10.2010      |
| Кисіль Галина Євстахіївна    | Сільський голова, 1966 року народження, освіта вища, член Партії регіонів | 31.10.2010   |                 |

Примітка: таблиця складена за даними сайту Верховної Ради України

### Депутати
За результатами місцевих виборів 2010 року депутатами ради стали:

#### За суб'єктами висування
| Суб'єкт висування | Кількість обраних депутатів | %   |
| ----------------- | --------------------------- | --- |
| Самовисування     | 12                          | 100 |

#### За округами
| № округу | Прізвище, ім'я, по батькові   | Дата визнання обраним | Освіта             | Партійна приналежність | Відомості про обраного депутата                                                        |
| -------- | ----------------------------- | --------------------- | ------------------ | ---------------------- | -------------------------------------------------------------------------------------- |
| 1        | Керсанова Людмила Анатоліївна | 01.11.2010            | середня            | член Партії регіонів   | тимчасово не працює                                                                    |
| 2        | Нижник Ніна Миколаївна        | 01.11.2010            | вища               | член Партії регіонів   | РецюківськийНВК, вчитель                                                               |
| 3        | Шундрик Лідія Василівна       | 01.11.2010            | середня спеціальна | член Партії регіонів   | пенсіонер                                                                              |
| 4        | Тімофєєва Ганна Федорівна     | 01.11.2010            | середня спеціальна | член Партії регіонів   | ВАТ «Черкаський», свинарка                                                             |
| 5        | Огданська Ніна Веніамінівна   | 01.11.2010            | середня спеціальна | член Партії регіонів   | ВАТ «Черкаський», інспекторвідділукадрів                                               |
| 6        | Андреєва Людмила Іванівна     | 01.11.2010            | середня спеціальна | член Партії регіонів   | ВАТ «Черкаський», різноробоча                                                          |
| 7        | Дебецець Надія Володимирівна  | 01.11.2010            | середня            | член Партії регіонів   | ВАТ «Черкаський», повар                                                                |
| 8        | Єпішена Наталія Миколаївна    | 01.11.2010            | середня            | член Партії регіонів   | тимчасово не працює                                                                    |
| 9        | Тараненко Людмила Олексіївна  | 01.11.2010            | вища               | член Партії регіонів   | РецюківськийНВК, вчитель                                                               |
| 10       | Ткач Світлана Миколаївна      | 01.11.2010            | середня спеціальна | позапартійна           | ВАТ «Черкаський», бухгалтер                                                            |
| 11       | Іщенко Володимир Іванович     | 01.11.2010            | вища               | член Партії регіонів   | РецюківськийНВК, охоронець                                                             |
| 12       | Козоріз Ольга Іванівна        | 01.11.2010            | середня            | член Партії регіонів   | Управління праці та соціального захисту населення Драбівської РДА, соціальнийпрацівник |